# Salvizinet
Salvizinet ist eine französische Gemeinde im Département Loire in der Region Auvergne-Rhône-Alpes. Sie gehört zum Kanton Feurs und zum Arrondissement Montbrison. 

## Lage
Das Gemeindegebiet wird vom Flüsschen Charpassone durchquert, einem Zufluss der an der südlichen Gemeindegrenze verlaufenden Loise.
Die Gemeinde grenzt im Norden an Cottance, im Nordosten an Panissières, im Südosten an Jas, im Süden an Salt-en-Donzy, im Südwesten an Feurs und im Westen an Civens.

## Bevölkerungsentwicklung
| Jahr                       | 1962 | 1968 | 1975 | 1982 | 1990 | 1999 | 2008 | 2017 |
| -------------------------- | ---- | ---- | ---- | ---- | ---- | ---- | ---- | ---- |
| Einwohner                  | 300  | 261  | 310  | 367  | 377  | 488  | 616  | 589  |
| Quellen: Cassini und INSEE |      |      |      |      |      |      |      |      |

## Sehenswürdigkeiten
- Kapelle La Valette, Monument historique
- Kirche Saint-Barthélémy
- Kriegerdenkmal

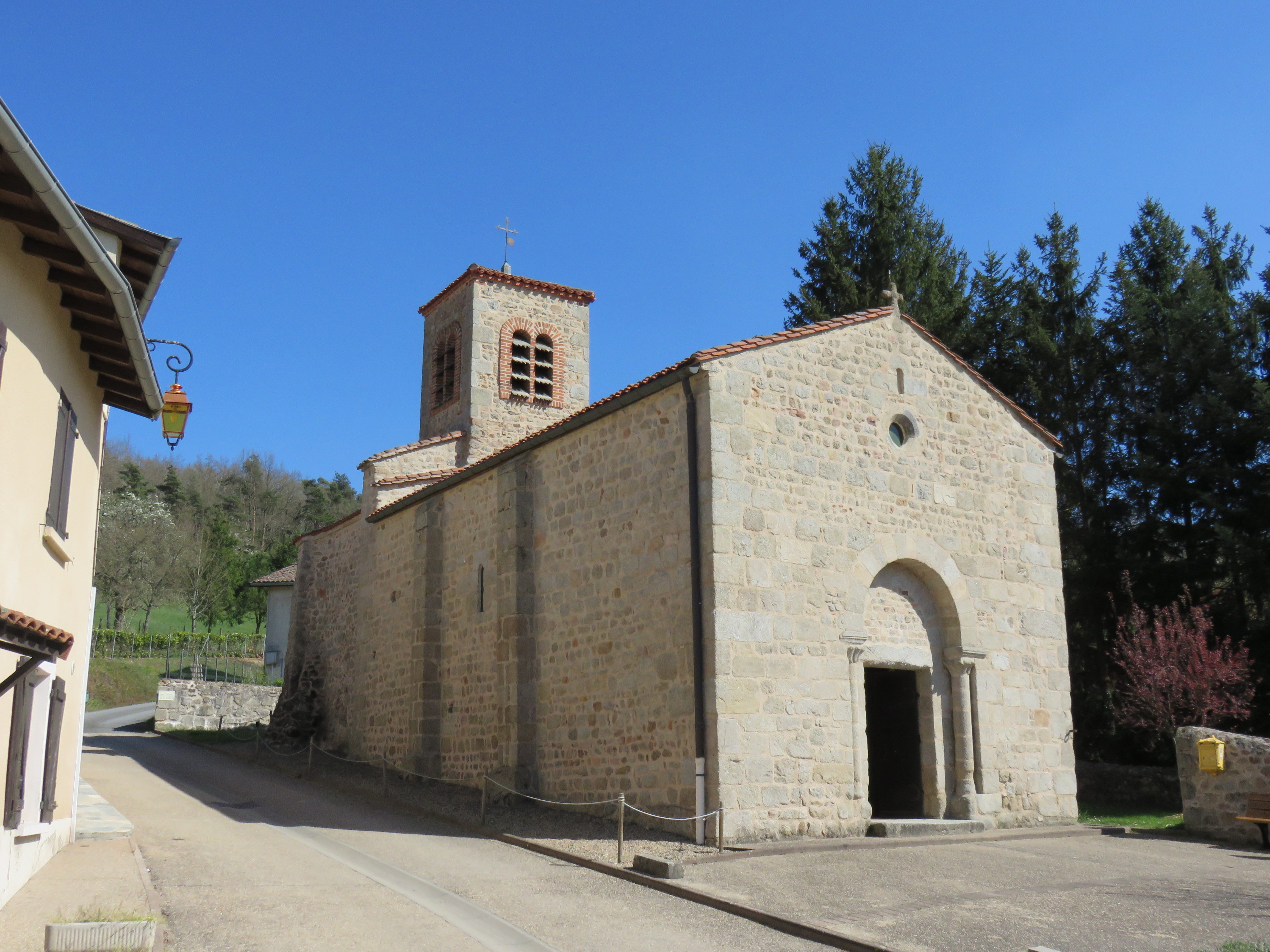
Kapelle La Valette
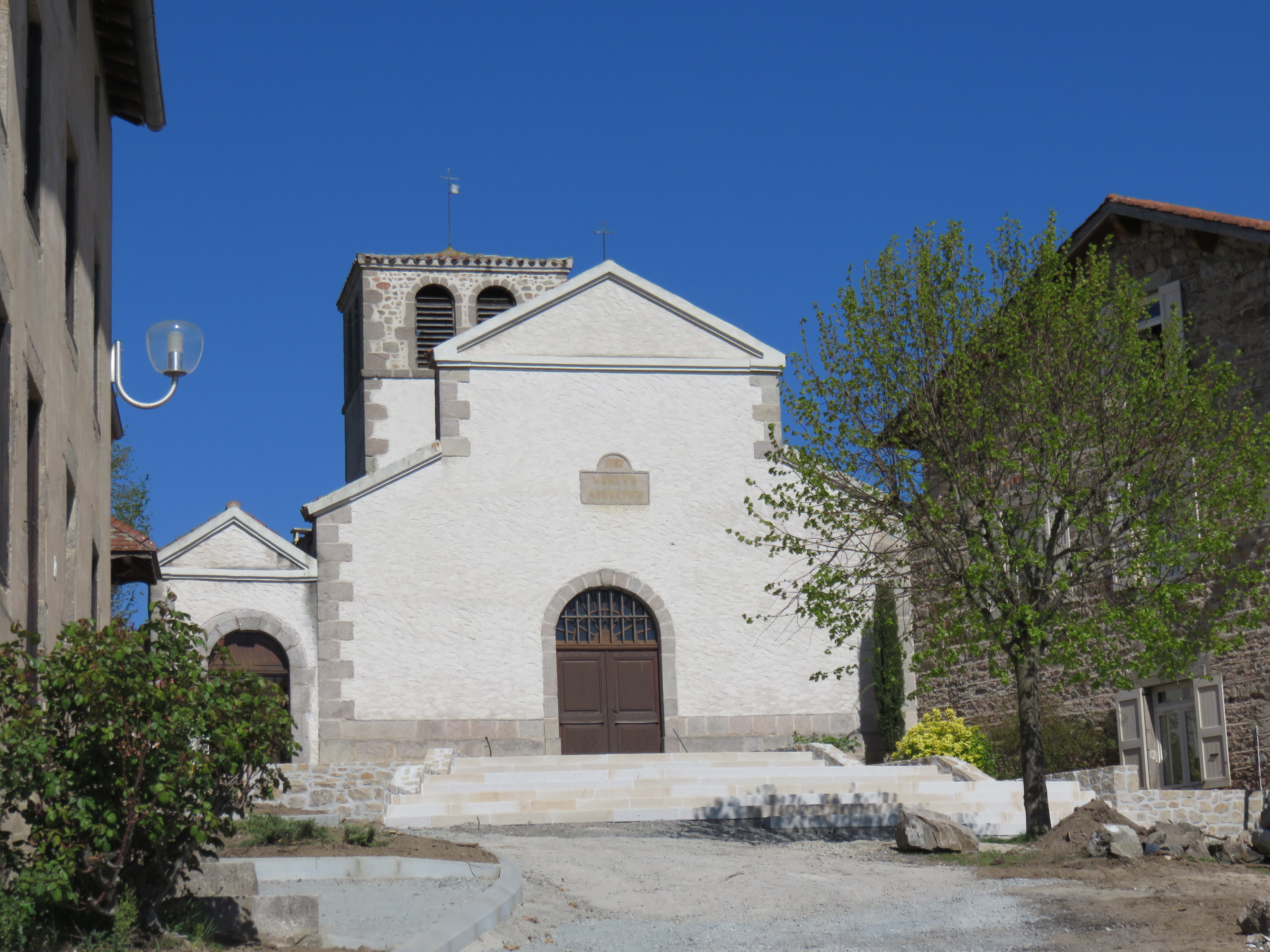
Kirche Saint-Barthélémy